# Victoria Hislop

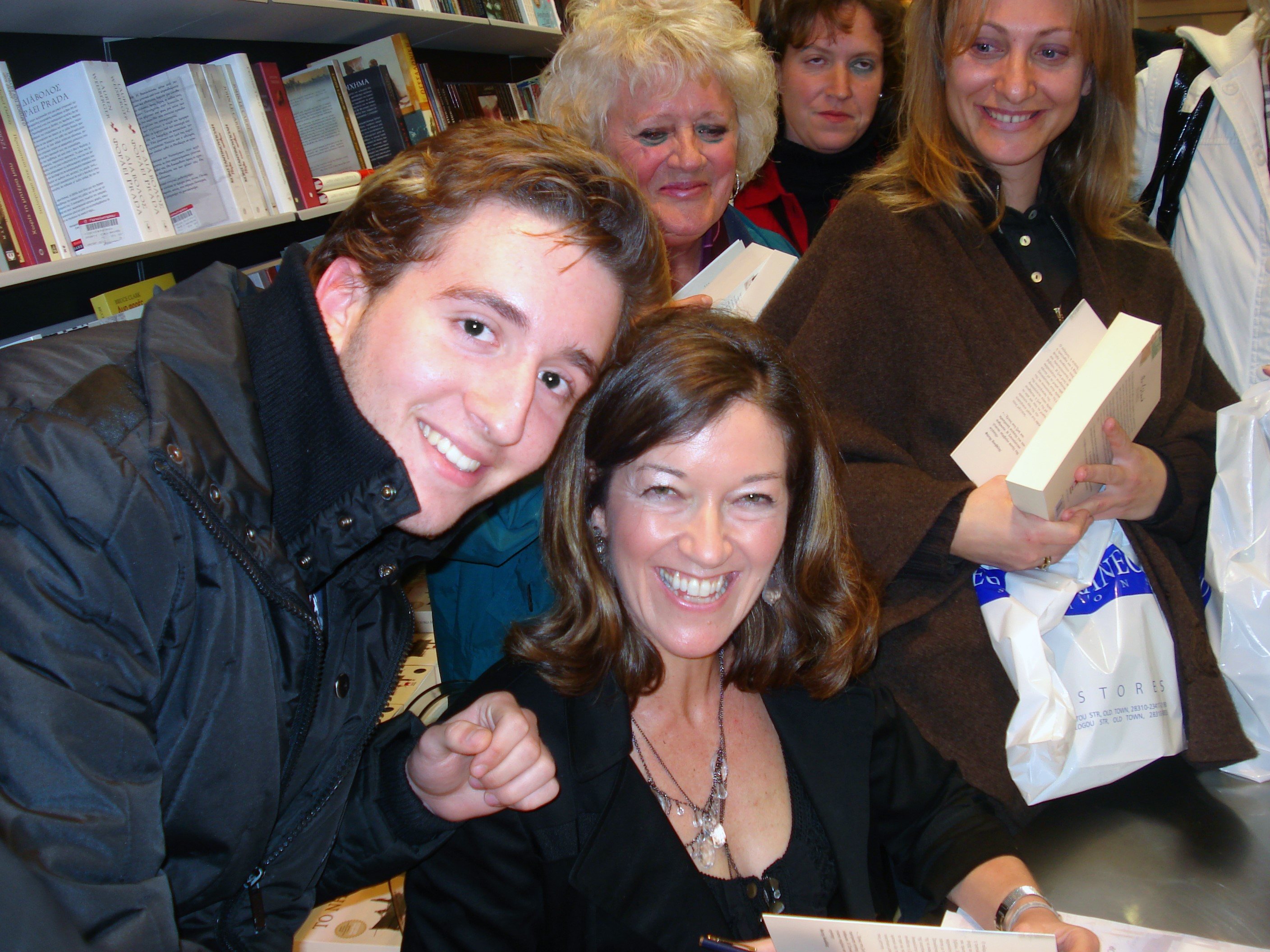
Victoria Hislop

Victoria Hislop (* 1959, Bromley, Kent) es una escritora y periodista inglesa. Escribe para The Mail on Sunday y The Sunday Telegraph.
Su primera novela, "La Isla", ha sido ganadora del premio al Best Newcomer en los British Awards de 2007 y en los Waterstones Awards. "La isla" también ha sido seleccionado como uno de los 100 mejores libros de la última década por el jurado del Richard & Judy Book Club. Ha vendido más de un millón de copias en todo el mundo y se ha publicado en Estados Unidos, Brasil, Bulgaria, China, Croacia, Alemania, Holanda, Hungría, Rumania, Japón, Noruega, Polonia, Rusia, Serbia, Eslovaquia, Suiza, Taiwán, etc.
La novela de Victoria Hislop "La Isla" ha sido llevada a la televisión por la cadena griega Megachannel. La serie, compuesta de 26 capítulos, ha tenido una acogida espectacular, con audiencias superiores al 60 %, y se la considera el fenómeno televisivo del año. La crítica la elogia contraponiéndola al aluvión de "televisión basura" hoy en boga.
La autora rechazó una oferta de los estudios de Hollywood para llevar la obra al cine, inclinándose por la realización para TV solicitada por el grupo griego, en cuyo país transcurre la acción. Según los datos publicados, la venta del libro en Grecia ha alcanzado los 400.000 ejemplares.

## Otras obras
- The Return. 2008
- The Thread. 2011
  - Los hilos de la memoria. 2015
- The Sunrise. 2014 
  - La ciudad huérfana. 2016
- Cartes Postales from Greece. 2016
- Those Who Are Loved. 2019
- One August Night. 2020
- Maria's Island. 2021
- The Figurine. 2023

### No ficción
- Sink or Swim: The Self-help Book for Men Who Never Read Them. 2002. Con Duncan Goodhew